# Zingiber pherimaense
Zingiber pherimaense là một loài thực vật có hoa trong họ Gừng. Loài này được Biseshwori Thongam và Bipin Konsam miêu tả khoa học đầu tiên năm 2014.

## Mẫu định danh
Mẫu định danh: Bipin K. IBSD/Z-105; cây trồng số IBSD/Z-105 tại Viện Tài nguyên Sinh học và Phát triển Bền vững (IBSD), Imphal, bang Manipur, Ấn Độ. Nguyên được thu thập ngày 4 tháng 8 năm 2012 ở cao độ khoảng 870 m, tọa độ 25°45′25,56″B 93°57′13,38″Đ / 25,75°B 93,95°Đ, từ làng Pherima, bang Nagaland. Mẫu holotype lưu giữ tại Trung tâm khu vực miền Đông của Cục Khảo sát Thực vật Ấn Độ tại Shillong, bang Meghalaya (ASSAM), mẫu isotype lưu giữ tại IBSD.

## Từ nguyên
Tính từ định danh pherimaense được đặt theo tên làng Pherima, bang Nagaland, nơi nó được tìm thấy lần đầu tiên trong khu rừng gần đó.

## Phân loại
Với cành hoa bông thóc nhỏ, tương tự như Z. roseum và Z. rubens thì dường như nó thuộc tổ Cryptanthium, nhưng với cuống cụm hoa phủ phục và dài thì nó thuộc tổ Lampuzium (= tổ Zingiber), tương tự như Z. intermedium và Z. meghalayense.

## Phân bố
Loài bản địa khu vực đông bắc Ấn Độ (bang Nagaland). Loài này được tìm thấy mọc trong một bụi tre rậm rạp và cao ở cao độ khoảng 870 m dọc theo bìa rừng hỗn hợp thường xanh trên đất sét màu xám nâu, tơi xốp phủ mùn và lá rụng. Lượng mưa ở khu vực này là 1.800−2.500 mm/năm. Cây ngủ đông (không thân hay lá) từ tháng 12 đến tháng 3 năm sau trong mùa khô, mát.

## Mô tả
Địa thực vật thân thảo cao đến 2,0 m; thân rễ ngay dưới mặt đất, nhiều, cô đặc, các khúc thẳng đứng đường kính ~2 cm, vỏ màu trắng nâu, ruột 2 vòng đồng tâm, vòng trong đường kính 1,5 cm, vòng ngoài rộng 3 mm, cả hai màu vàng sáng, nhiều rễ phụ ở các khúc thẳng đứng, mặt dưới thân rễ với các rễ củ mọng không có chỗ phồng ở tận cùng. Chồi lá hoặc thân giả  thẳng đứng, mập, đường kính 2−2,5 cm, bẹ không phiến lá màu đỏ ánh xanh lục, có lông tơ. Lá 20−22, đài hoa hình ống, 1 × 0,4 cm, chẻ một phần ở một bên, 3 răng, màu trắng trong suốt, đỉnh thưa lông tơ. Ống tràng thanh mảnh, dài 3 cm, mặt ngoài thưa lông tơ; các thùy tràng gần đều, màu trắng ở đáy, màu hồng về phía đỉnh; thùy lưng hình mác, 3−3,5 × 0,5 cm, đỉnh nhọn, cong trên bao phấn; các thùy bên hình mác, 2−2,6 × 0,5 cm, đỉnh nhọn, trải rộng ra ngoài cánh môi. Cánh môi 3 thùy, ~3,8 × 0,5 cm, hình chữ nhật, hơi lõm ở phía trên họng, dẹt về phía đỉnh, mở rộng về phía các thùy bên, thùy giữa ~1,5 × 1 cm, hình chữ nhật, màu trắng với các vạch và đốm dọc màu hồng cánh sen (RHS 72B), đỉnh thuôn tròn đến có khía răng cưa, mép hơi gợn sóng, không đều, các thùy bên ~5 × 5 mm, màu trắng với các đốm màu hồng sen, đỉnh hơi nhọn, uốn ngược. Nhị dài ~1,4 cm, màu trắng với các sọc hồng sen ở mặt trên, chỉ nhị ~2 × 2 mm, màu trắng, mô vỏ bao phấn song song, dài ~6 mm, rộng ~1,5 mm (mỗi mô vỏ), màu trắng kem, mào bao phấn thuôn dài, hình mỏ, dài ~6 mm, rộng 1,5 mm ở đáy, phấn hoa màu trắng kem. Bầu nhụy hình cầu, 3 ngăn, 3 × 5 mm, có nhung lông mềm màu nâu; vòi nhụy hình chỉ, màu trắng; đầu nhụy màu trắng, lỗ nhỏ hình tròn với lông cứng ở biên; tuyến trên bầu 2, thẳng, dài 7 mm, đỉnh nhọn, màu trắng kem. Quả không rõ. Hoa nở từ tháng 7 đến tháng 8, nở vào buổi chiều tối và tàn trong vòng 24 giờ.
Tương tự như Z. meghalayense, nhưng khác ở chỗ cây ngắn hơn, chỉ dài khoảng 1,5–2 m, phiến lá ngắn hơn, 33-36 × 6,8-7,2 cm, cuống cụm hoa dài hơn, tới 10–13 cm, cánh môi màu hồng cánh sen đỉnh rộng thuôn tròn.